# Girolamo Santacroce
Girolamo Santacroce (Nàpols, c. 1502 - 1535) va ser un escultor del Manierisme italià.
De ben jove, Girolamo inicià el seu aprenentatge de dos escultors de Burgos formats a Roma: Bartolomé Ordóñez i Diego de Siloé. Els dos espanyols van introduir a Nàpols l'estil modern de les obres romanes d'Andrea Sansovino i Giuliano da Sangallo.
L'any 1516, Girolamo col·laborà amb Ordóñez i Siloé en les obres de la Capella Caracciolo di Vicco. Després va executar l'altar de marbre de l'església de Sant'Aniello a Caponapoli. Entre 1521 i 1522, es trobava a Carrara en companyia del seu col·lega de taller Giangiacomo da Brescia, per fer el monument al Cardenal Cisneros, deixat inacabat per Ordóñez.
En tornar a Nàpols l'any 1524, executà l'altar Del Pezzo a l'església de Santa Maria de Monteoliveto, en què la influència de l'escultura florentina (particularment la de Jacopo Sansovino) se superposa a la dels seus mestres espanyols. L'any 1525 va esculpir la decoració en marbre de la capella Del Docce a San Domenico Maggiore i el monument fúnebre a Antonio da Gennaro a l'església de San Pietro Martire.
L'any 1527, el saqueig de Roma provocà un canvi en els gustos artístics en una direcció expressiva representada sobretot pel pintor Polidoro da Caravaggio. La influència d'aquest últim i la del manierisme exacerbat de Rosso Fiorentino i de les obres genoveses de Silvio Cosini es deixen sentir en l'altar Giustiniani de Santa Maria delle Grazie, a Caponapoli, fet a partir de 1528.